# Дијаграм протока података
Дијаграм протока података (ДПД) представља графичку репрезентацију "протока" података кроз неки информациони систем, која обликује његове процесе. ДПД се често користи као почетни корак у креирању прегледа система без залажења у детаље. ДПД се такође може користити и за визуализацију обраде података.
ДПД показује које ће тачно информације представљати улаз а које излаз из система, како ће се подаци кретати кроз систем и где ће бити ускладиштени. ДПД не залази у временско трајање самог процеса или у то да ли ће се процеси извршавати секвенцијално или паралелно, за разлику од традиционалног, структуираног дијаграма контороле података, чији је фокус баш на самој контроли улазних података.

## Историја
1970, Лери Константин, оснивач структуираног дизајна, предложио је дијаграме протока података као практичну технику базирану на Мартиновом и Естриновом "Дијаграму протока података" као моделу израчунавања.
Дијаграми протока података (ДПД) су брзо постали јако популаран начин визуализације података, као и главних корака у креирању системских процеса. ДПД се обично користи за приказ протока података унутар рачунарског система, иако би у теорији могли бити примењени и у моделирању пословних процеса. ДПД су корисни у документацији великих протока података, као и у откривању нових начина дизајнирања.

## Теорија
Дијаграми протока података су такође познати и као графици у облику мехура ДПД је средство за дизајнирање које се користи у приступу "одозго надоле" приликом дизајнирања система.Овај почетни ДПД се затим користи зарад добијања ДПД-а нивоа 1 који излаже више детаља система који се моделује. ДПД нивоа 1 показује на који је начин систем издељен у подсистеме (процесе), од којих се сваки стара о једном или више канала за проток података од или ка неком спољном објекту, и који заједно чине један систем у целини. Такође одређује и просторе за складиштење унутар система, који морају да постоје зарад функционисања система, и показује проток података између различитих делова једног система.
Дијаграм протока података је један од три кључна погледа на анализу структуираних система. Уз ДПД, корисници су у могућности да визуализују како ће неки систем да функционише, шта ће да постигне и како ће да буде заправо и имплементиран. Дијаграми протока података старијег система се могу упоредити са дијаграмима протока података новог система и на основу тога се може креирати коначна одлука о начину имплементације ефикаснијег система. Дијаграми протока података се могу користити зарад обезбеђивања физичке идеје, крајном кориснику, о томе како улазни подаци утичу на структуру целокупног система у сваком од нивоа креирања. Такође, начин на који ће неки систем бити развијен се може одредити помоћу ДПД модела.
У процесу развијања нормализованих дијаграма протока података, дизајнер је приморан да сазна како се систем може разложити на делове, тј. подсистеме, и да одреди део размене података у моделу података.
Постоје различите нотације при креирању дијаграма протока података (Јурдон и Код, Гејн и Сарсон), које дају различите репрезентације процеса, спољних објеката и простора за складиштење.

### Физички или логички ДПД?
Логички ДПД јасно приказује протоке података који су потребни за функционисање система. Описује потребне процесе, потребне и произведене податке од стране сваког од процеса и простор потребан за складиштење података. Са друге стране, физички ДПД приказује како је систем тренутно (тренутни физички ДПД) или како ће у скорије време (замишљен физички ДПД) бити имплементиран од стране дизајнера. Према томе, физички ДПД се може описати као: скуп података на папиру, који се прослеђују по канцеларији а затим се одређени папири бирају са складиштење по фасциклама. Велика је вероватноћа да ће физички ДПД садржати и референце на податке који су дупликати или који више нису потребни и важни. Тада, ако је простор за складиштење имплементиран помоћу скупова база података, он ће садржати и "денормализоване" релационе табеле. Супротност томе је логички ДПД који покушава да "ухвати" аспекте протока података унутар система у форми која нема нити редудантност нити дупликате података.